# Askuti
Askuti ("il boy-scout") è il titolo di una delle più celebri canzoni di Lounis Ait Menguellet (un cantante cabilo nato nel 1951), che la inserì nell'album A lmus-iw del 1981. La canzone dà il titolo al romanzo omonimo di Said Sadi.

## Gli scout algerini

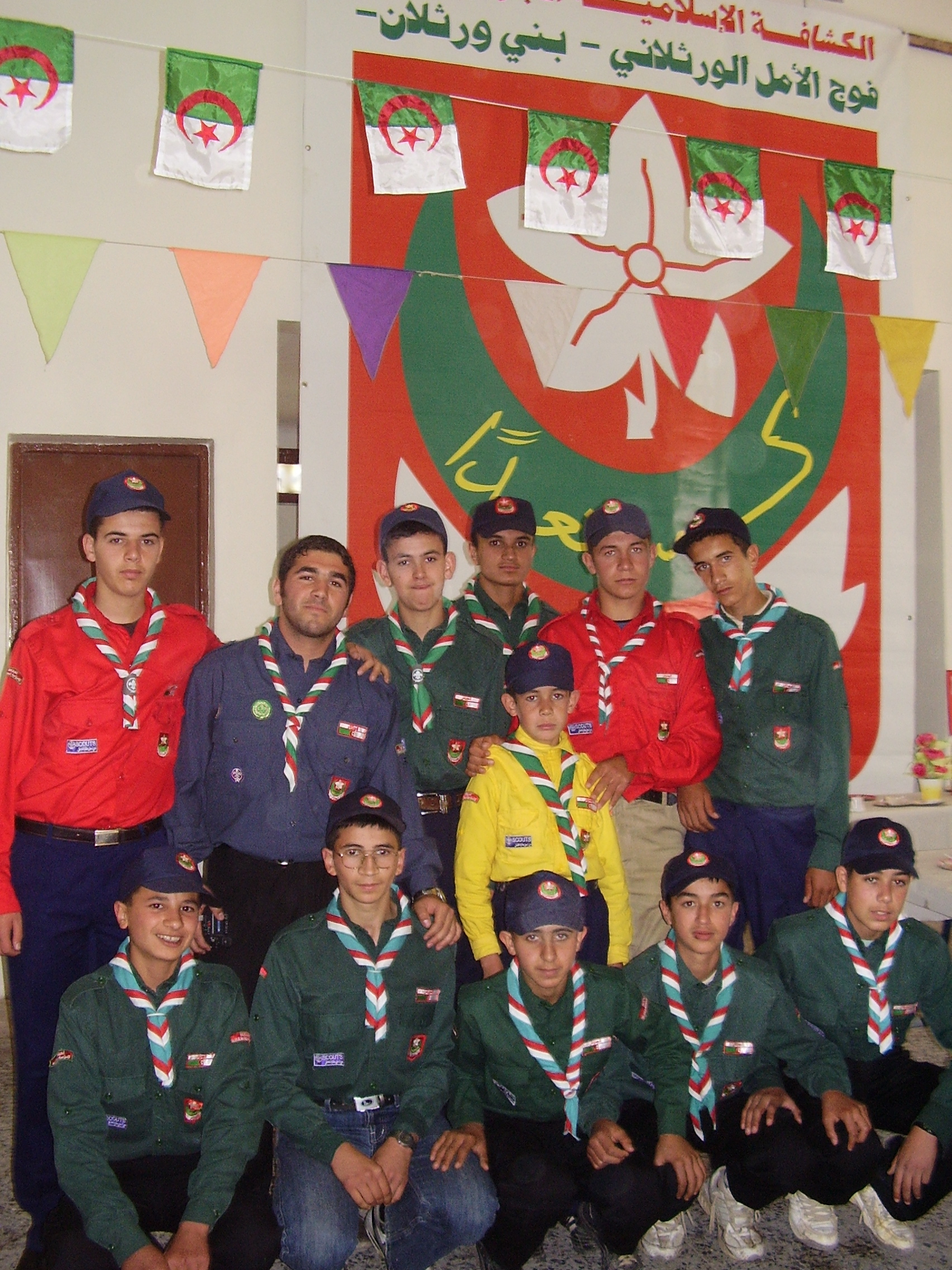
Un gruppo di scouts algerini della Cabilia (2008)

L'interesse di questi autori per gli scout deriva dal fatto che questi ragazzi erano in Algeria il simbolo della generazione che si era battuta per l'indipendenza con la purezza di ideali tipica dello scautismo. Infatti, quando ancora l'Algeria era una colonia francese, molti giovani algerini che volevano la libertà, non potendosi riunire in organizzazioni politiche che sarebbero state vietate, si incontrarono e cominciarono a far circolare la parola d'ordine della lotta per l'indipendenza proprio nel quadro dell'associazione degli scout algerini (Scouts musulmans algériens), che era sorta negli anni trenta da una costola del movimento scout francese.
Tra questi scout vi furono molte persone di spicco che divennero un simbolo della lotta per l'indipendenza come Laimèche Ali o Mohand Idir Ait Amrane.

## La canzone di Ait Menguellet
Dopo la sanguinosa guerra di liberazione, che durò ben otto anni, il potere venne assunto dai militari, e tutto il paese, che aveva sognato di essere libero, si ritrovò a vivere sotto una dittatura militare. La canzone di Ait Menguellet esprime proprio la delusione di chi si accorgeva dell'enorme divario tra gli ideali della rivoluzione e la realtà dello Stato indipendente.
Molto suggestive le immagini impiegate da questo autore, che molti considerano tra i più grandi poeti cabili odierni. All'inizio, per esempio, egli parla delle stelle, che gli scout imparano a conoscere per sapersi orientare, mentre col passare del tempo non contano più le stelle in cielo ma le "stellette" sulla divisa in un paese militarizzato.
Anche il tradizionale altruismo e interesse per il prossimo che è tipico degli scout verrà corrotto dalla nuova società, trasformandosi nell'invito a interessarsi degli altri... per sorvegliarli e fare la spia.
Sono rimasti celebri i versi conclusivi, che esprimono compiutamente il disincanto dell'autore:
(Lounis Ait Menguellet, Askuti - trad. it. Vermondo Brugnatelli)